# قلندرآباد پایین
قلندرآباد پایین، روستایی از توابع بخش مرکزی شهرستان گنبد کاووس در استان گلستان ایران است.

## جمعیت
این روستا در دهستان سلطانعلی قرار دارد و براساس سرشماری مرکز آمار ایران در سال ۱۳۸۵، جمعیت آن ۷۴۷ نفر (۱۴۸خانوار) بوده‌است.